# Saxifraga sedoides
Saxifraga sedoides är en stenbräckeväxtart. Saxifraga sedoides ingår i Bräckesläktet som ingår i familjen stenbräckeväxter.

## Underarter
Arten delas in i följande underarter:
- S. s. hohenwartii
- S. s. prenja
- S. s. sedoides

## Bildgalleri

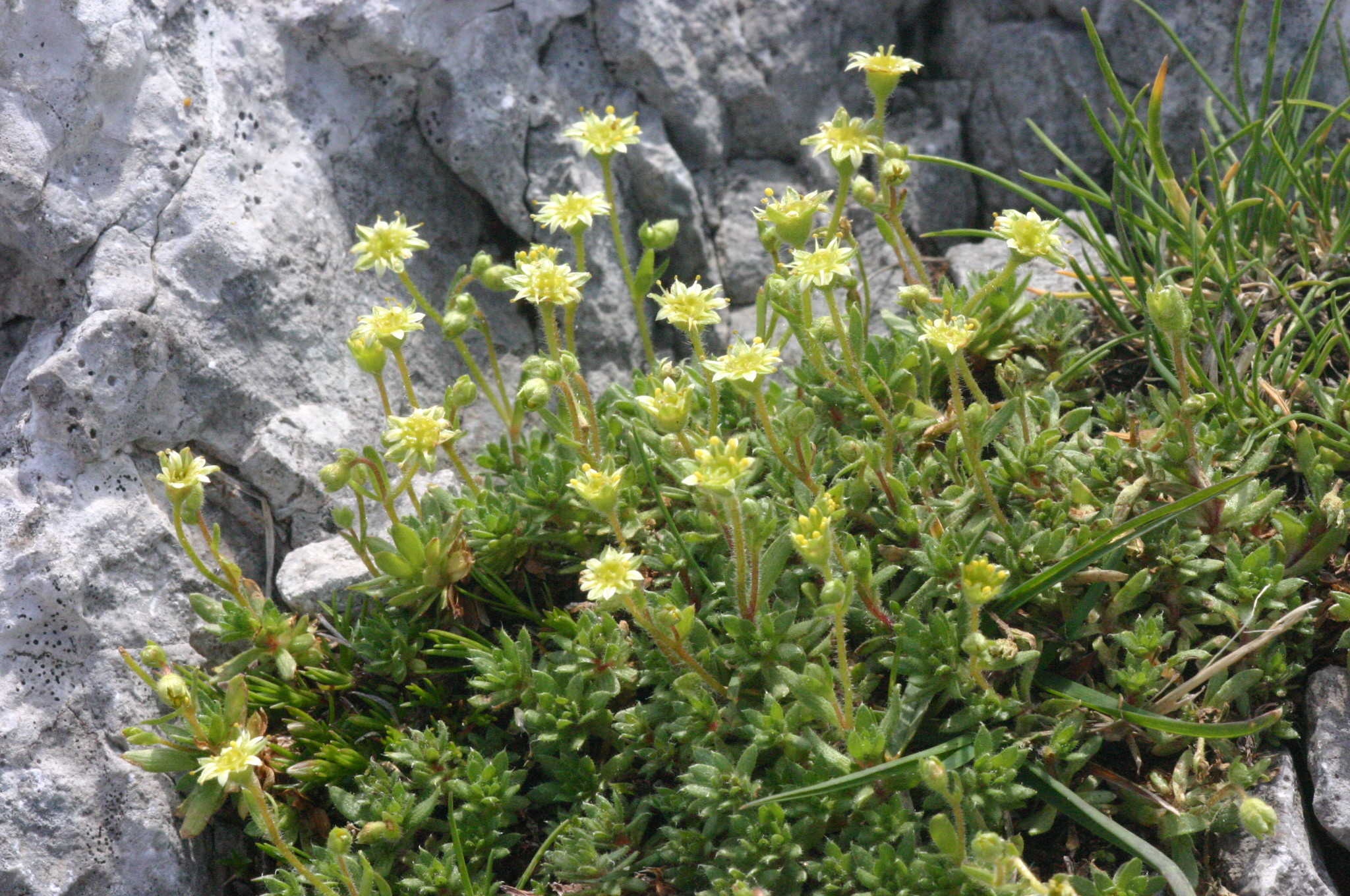
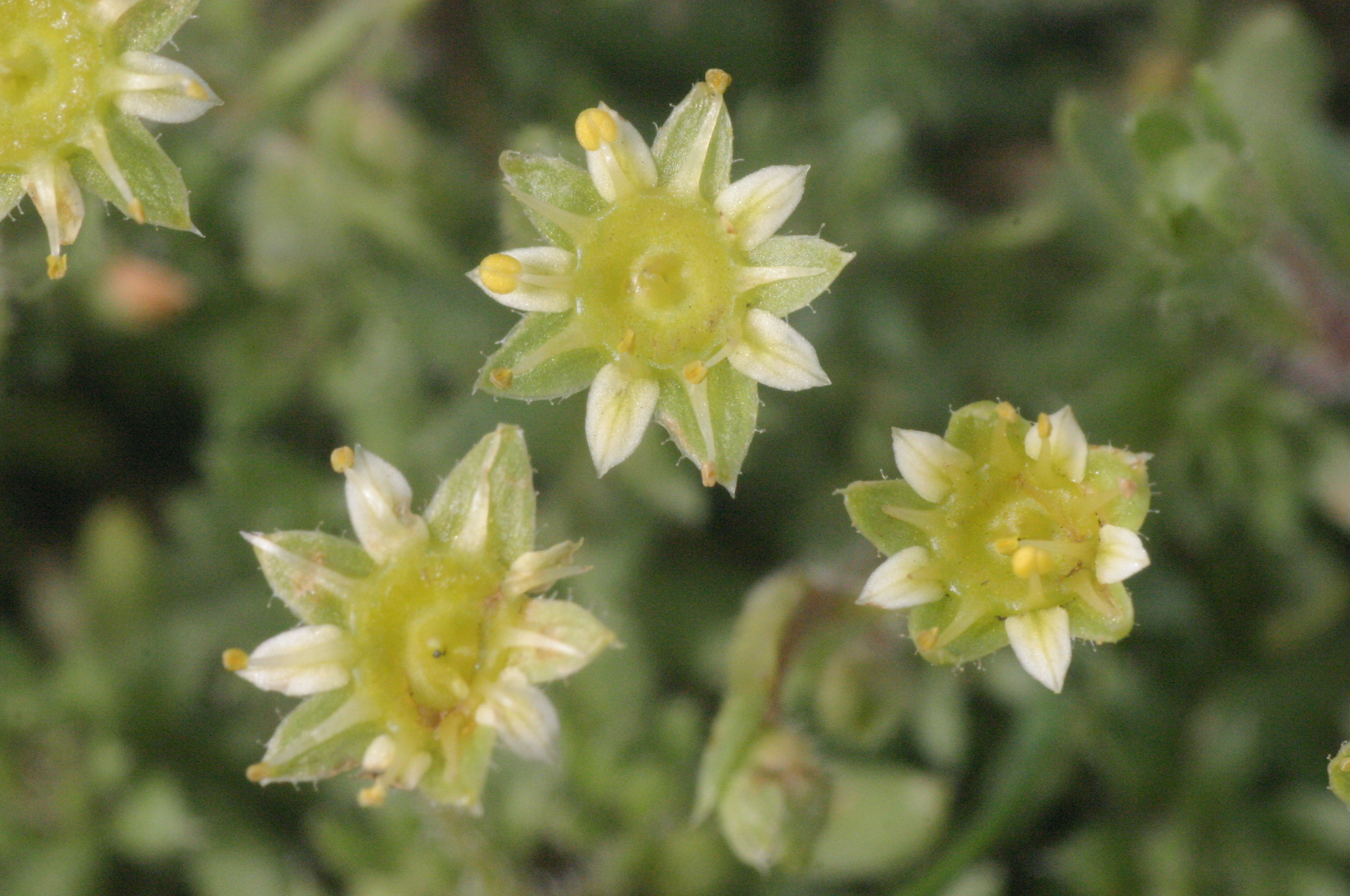
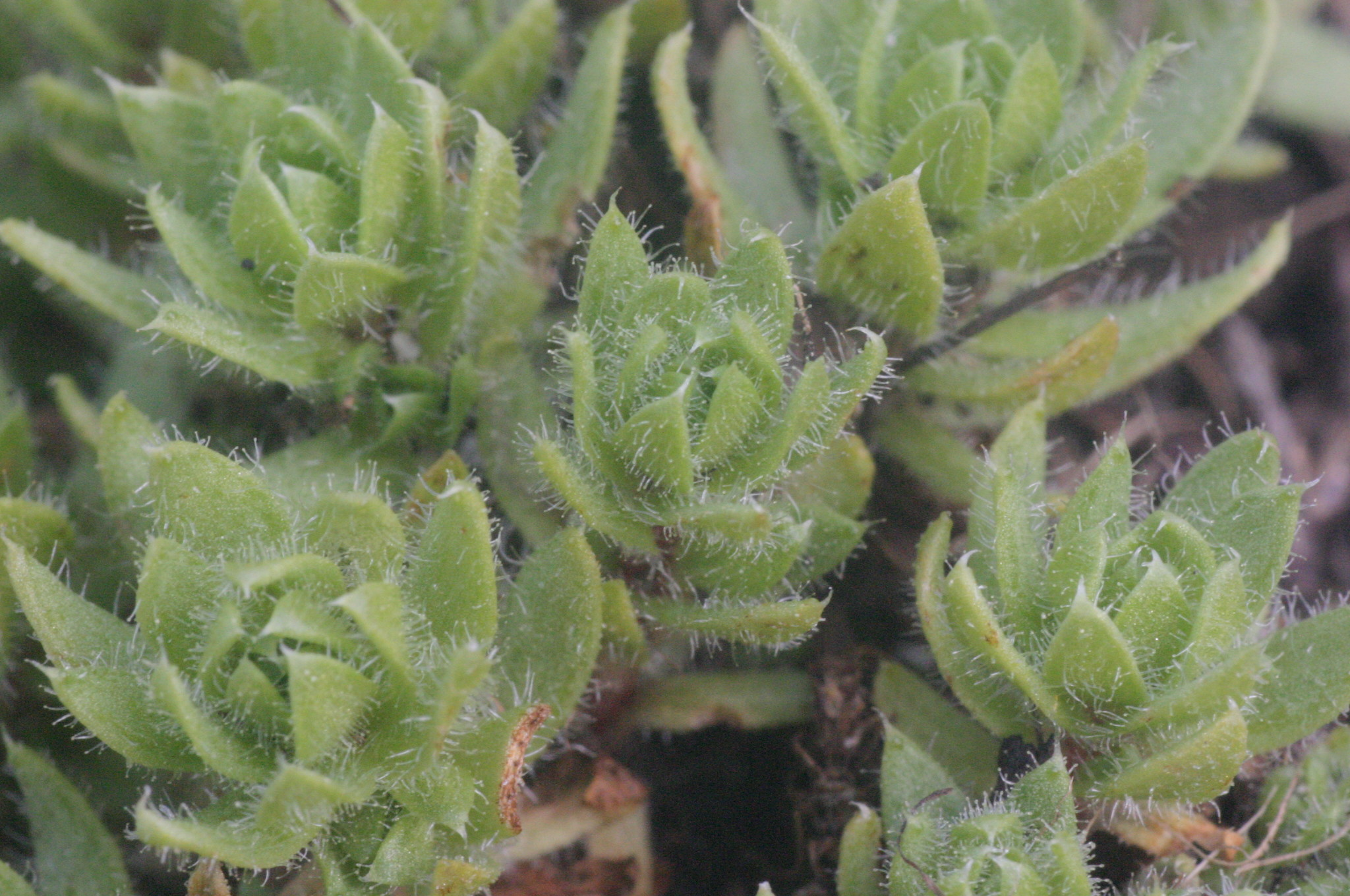